# المحيط الهادي الأزرق
المحيط الهادي الأزرق مسلسل تلفزيوني أمريكي بوليسي درامي عرض على شبكة الولايات المتحدة الأمريكية من 2 مارس 1996 إلى 9 أبريل 2000 حيث تم تصوير 5 أجزاء بواقع 101 حلقات .

## القصة
تدور أحداث المسلسل حول أفراد شرطة الدراجات الهوائية التابعون لقسم شرطة شاطئ سانتا مونيكا بولاية كاليفورنيا بالولايات المتحدة الأمريكية ومحاربتهم للجريمة والأعمال المنافية للقانون .

## الشخصيات
| الممثل(ة)        | الشخصية         | عدد الحلقات |
| جيم دافيدسون     | ت.س. كالاواي    | 101         |
| بولا تريكي       | كوري مكنامارا   | 101         |
| دارلين فوغل      | كريس كيلي       | 83          |
| ماركوس أ. فيرايز | فيكتور ديل تورو | 58          |
| ريك روسوفيتش     | أنتوني باليرمو  | 57          |
| ماريو لوبيز      | بوبي كروز       | 44          |
| جيف ستيرز        | روس غرانغر      | 44          |
| شانا مواكلر      | مونيكا هاربر    | 44          |
| إيمي هانتر       | جيمي ستريكلاند  | 44          |
| ديفيد ل. لاندر   | إلفيس كريزيفسكي | 14          |
| ---------------- | --------------- | ----------- |

## روابط خارجية
- المحيط الهادي الأزرق على موقع IMDb (الإنجليزية)
- المحيط الهادي الأزرق على موقع روتن توميتوز (الإنجليزية)
- المحيط الهادي الأزرق على موقع أول موفي (الإنجليزية)
- المحيط الهادي الأزرق على موقع كينوبويسك (الروسية)
- المحيط الهادي الأزرق على موقع ألو سيني (الفرنسية)
- المحيط الهادي الأزرق على موقع قاعدة بيانات الفيلم (الإنجليزية)